# Schlacht bei Großgörschen
Frühjahrsfeldzug 1813
Lüneburg – Möckern – Halle – Großgörschen – Gersdorf – Bautzen – Reichenbach – Nettelnburg – Haynau – Halberstadt – Luckau
Herbstfeldzug 1813

Großbeeren – Katzbach – Dresden – Hagelberg – Kulm – Dennewitz – Göhrde – Altenburg – Wittenberg – Wartenburg – Liebertwolkwitz – Leipzig – Torgau – Hanau – Hochheim – Danzig
Winterfeldzug 1814

Épinal – Colombey – Brienne – La Rothière – Champaubert – Montmirail – Château-Thierry – Vauchamps – Mormant – Montereau – Bar-sur-Aube – Soissons – Craonne – Laon – Reims – Arcis-sur-Aube – Fère-Champenoise – Saint-Dizier – Claye –  Paris
Sommerfeldzug von 1815

Quatre-Bras – Ligny – Waterloo – Wavre – Paris

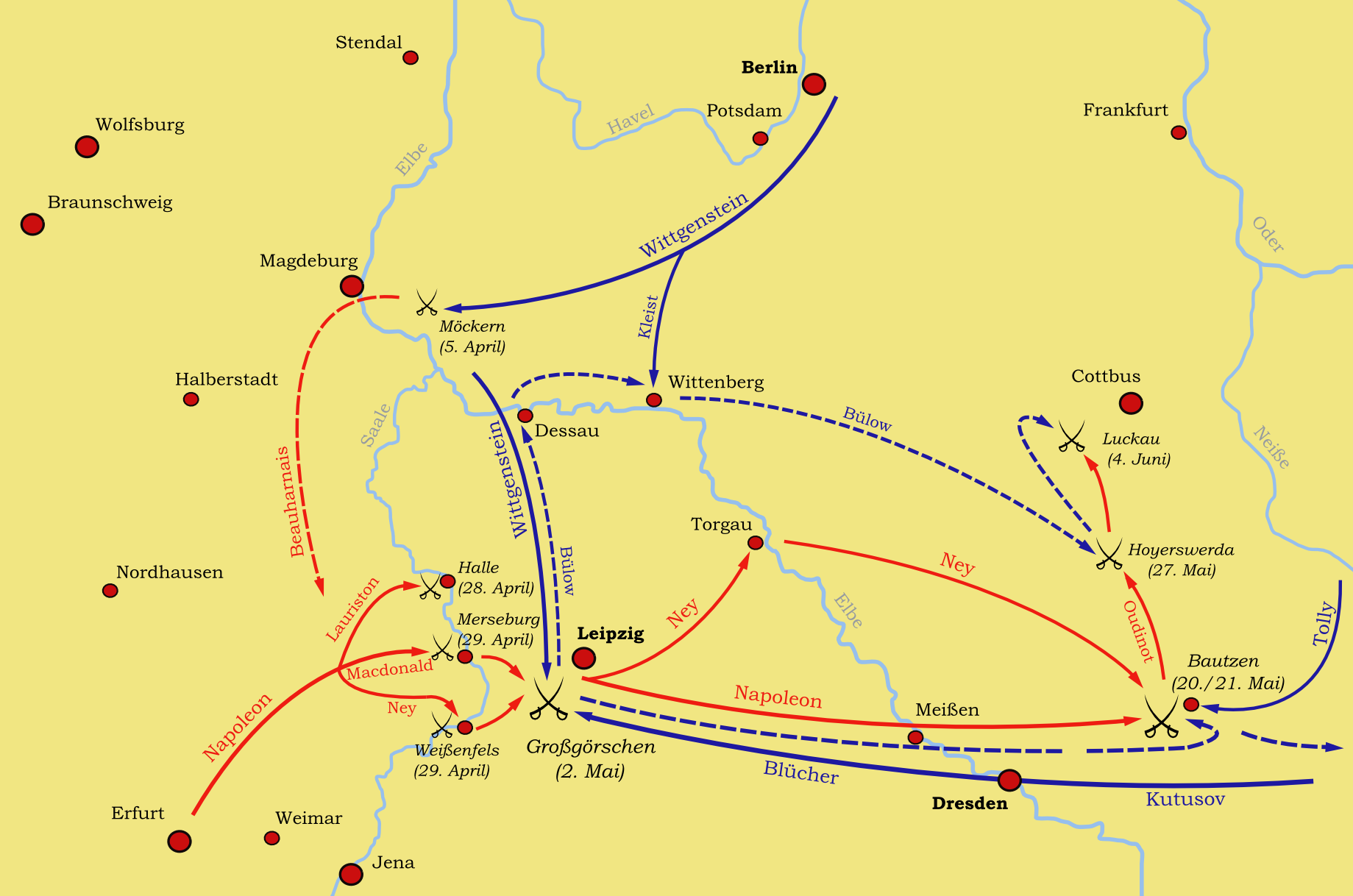
Karte zum Feldzugsverlauf 1813

Die Schlacht bei Großgörschen (französisch bataille de Lützen ‚Schlacht bei Lützen‘ genannt) war nach der katastrophalen Niederlage Napoleons im Russlandfeldzug 1812 die erste Schlacht der Befreiungskriege und fand am 2. Mai 1813 auf den Ebenen bei Lützen statt. Vorangegangen waren das russisch-preußische Neutralitätsbündnis durch die Konvention von Tauroggen vom 30. Dezember 1812, die preußische Kriegserklärung vom 27. März 1813 und das für die Verbündeten siegreiche Gefecht bei Möckern am 5. April 1813.

## Vorgeschichte
Nachdem Preußen am 27. März 1813 dem Kaiserreich Frankreich den Krieg erklärt hatte, hatte Napoleon I. in Frankreich bereits etwa 150.000 Mann mit 350 Geschützen neu ausgehoben, während der Vizekönig von Italien, Eugène Beauharnais mit weiteren 40.000 Mann der alten Armee an der Elbe operierte.
Napoleon war zur Eröffnung des Frühjahrsfeldzuges am 16. April in Mainz (damals als französisch besetztes Mayence Hauptstadt des Département Donnersberg) eingetroffen. Die Hauptarmee sammelte sich bei Hanau und zog von dort mit sechs in Kolonnen marschierenden Armeekorps nach Sachsen. Am 26. April verlegte Napoleon sein Hauptquartier nach Erfurt. Am 29. April erreichte er Naumburg, am 30. April Weißenfels und am 1. Mai Lützen, wo er die Nacht am Denkmal für den 1632 gefallenen Schwedenkönig Gustav II. Adolf verbrachte. Dieser demonstrative historische Bezug führte auch dazu, dass in Frankreich diese Schlacht als la bataille de Lützen bezeichnet wird.

### Truppenaufmarsch
Ende April erreichte das französische VI. Korps Kösen und das IV. Korps Dornburg, das XII. Korps (Marschall Oudinot) stand bei Saalfeld; das Hauptquartier Napoleons und der Garde unter dem Herzog von Treviso befand sich im Raum Naumburg. Die Armee des Vizekönigs von Italien bedrohte mit dem V. Korps unter General Lauriston die Stadt Leipzig, wo den Franzosen das preußische Detachement des Generals von Kleist gegenübertrat. Die Division des Generals Souham, die an der Spitze des III. Korps marschierte, stand am 30. April vor Weißenfels, drängte die russische Kavallerie unter General Lanskoi hinter den Posernbach zurück und besetzte die Stadt. General Miloradowitsch, dessen Truppen bei Altenburg die linke Flanke der alliierten Hauptarmee schützten, marschierte auf Zeitz und nahm die zurückgehenden Husaren von Lanskoi auf.
Am 1. Mai hatten sich die preußischen und russischen Truppen zwischen der Elster und der Pleiße vereinigt. Zar Alexander I. und der preußische König Friedrich Wilhelm III. verließen Borna am 2. Mai um 2 Uhr morgens und trafen um halb 5 Uhr in Pegau ein, um den Vormarsch auf Lützen zu beobachten. Die rechte Kolonne des preußischen Korps Blücher rückte aus Borna auf Döhlen vor, um dort nach Westen über die Weiße Elster zu gehen; die Brigade Zieten und die Brigade der Reserve-Kavallerie unter Dolffs wandten sich links auf Pegau. Die niederschlesische Brigade ging bei Klein-Storkwitz über den Fluss, dahinter folgte das russische Infanteriekorps unter Gregor von Berg. Die Truppen des preußischen Korps Yorck (Brigaden Horn und Hünerbein) marschierten von Zwenkau nach Audigast, um ebenfalls bei Pegau über die Elster zu kommen. Die Reserven unter General Tormassow folgten aus dem Raum Frohburg der Hauptarmee nach.

## Die Schlacht

### Einleitung

Plan der Schlacht von Großgörschen, Ausgangslage um 12 Uhr

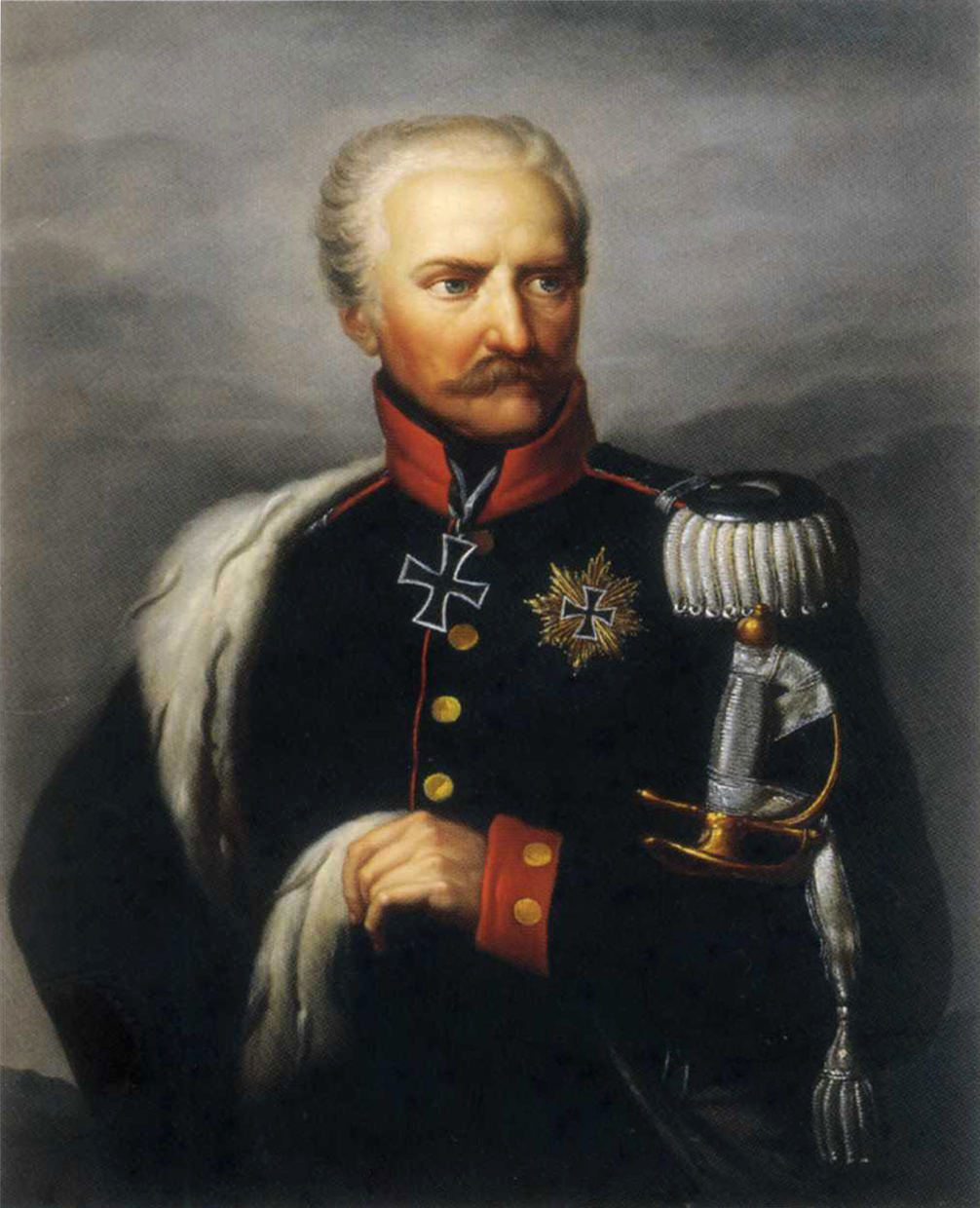
Gebhard Leberecht von Blücher

Beide Seiten hatten bezüglich Aufmarsch und Aufenthalt der gegnerischen Truppen nur ungenaue Kenntnis. Napoleon hatte seine Truppen auf etwa zehn Quadratkilometern im Umkreis von Lützen verstreut. Weil er über zu wenig Kavallerie für die Aufklärung verfügte, vermutete er die Hauptkräfte der Verbündeten bei Leipzig und ließ den Vizekönig von Italien (V., VI. und XI. Korps) am 2. Mai noch weiter in Richtung der Stadt vorrücken. Ney hatte seine Truppen in die Ortschaften Großgörschen, Kleingörschen, Rahna und Kaja (heute Ortsteile von Lützen) gelegt, um die rechte Flanke der Franzosen zu decken. Eine Flankensicherung war notwendig, weil die Alliierten bereits südlich auf dem östlichen Ufer der Weißen Elster standen und die Straße von Weißenfels nach Leipzig bedrohten. Neys Truppen zählten fünf Divisionen mit 45.000 Mann, die Kavallerie-Brigade Kellermann sicherte die linke Flanke und die Division Marchand rückte zunächst als Reserve in Richtung Meuchen ab. Ney wurde angewiesen, seine Stellungen um jeden Preis zu halten. Das französische XII. Korps befand sich am 2. Mai erst auf dem Vormarsch von Naumburg auf Weißenfels und konnte deshalb nicht mehr in die Kämpfe eingreifen. Als Napoleon den Schwerpunkt der feindlichen Truppenkonzentration nach Beginn der Schlacht erkannte, kehrte er mit der Hauptmacht um und griff noch rechtzeitig in die Schlacht ein.

### Der Angriff Blüchers
General Souham kommandierte Neys Truppen (Division Brenier, Girard und Ricard) in Vertretung. Sie wurden zur Mittagszeit von Süden her vom Korps Blücher (18.500 Mann und 5.500 Reiter) in der rechten Flanke angegriffen. Die Preußen konnten zunächst alle vier Orte nehmen, mussten sie aber am frühen Nachmittag nach wechselvollen Kämpfen wieder räumen. Die Brigade des Obersten Klüx wollte nur Schritt für Schritt zurückweichen, bis die rechts eingreifende Brigade Zieten zur Unterstützung herankam. General Souham verstärkte seine Division mit frischen Truppen der Generale Brenier und Ricard und begann heftige Gegenangriffe. Blücher musste die oberschlesische Brigade unter General Zieten ins Gefecht einführen. Scharnhorst und andere preußische Generale beteiligten sich persönlich an den hartnäckigen Kämpfen in Klein-Görschen und Rahna. Die Reservebrigade unter Oberst Dollfs versuchte währenddessen den Angriff auf das Dorf Starsiedel, das von der französischen Division Girard besetzt war. Bei diesem Angriff warf sich auch Prinz Wilhelm von Preußen mit seinem Brandenburger Kürassier-Regiment ins Gefecht und drängte ein gegnerisches Bataillon auf Starsiedel zurück. Die immer zahlreicher eintreffenden Truppen der französischen Hauptmacht veränderten das Kräfteverhältnis aber zu Gunsten Napoleons, so dass der alliierte Oberbefehlshaber General Wittgenstein die Initiative des Handelns verlor. Die ermüdeten gegnerischen Truppen zwischen Klein-Görschen und Kötzen warteten darauf, wie sich der Kampf um Kaja entwickelte.

### Französischer Gegenangriff

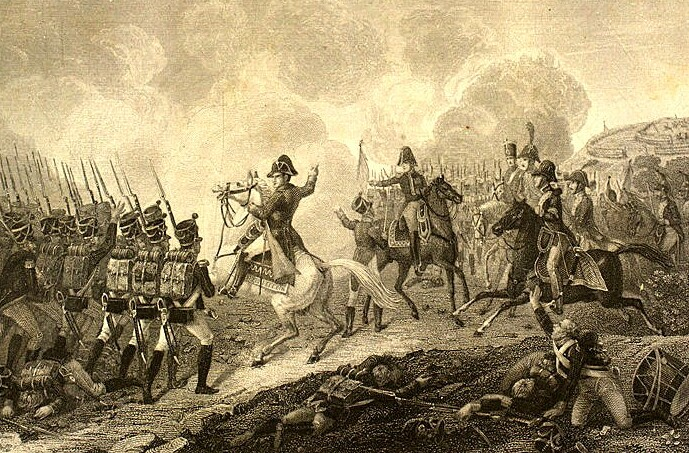
Napoleon mit seinen Truppen – Darstellung der Schlacht bei Großgörschen von Andrea Johann Fleischmann (1811–1878)

Um 14 Uhr erschien bei Starsiedel die Spitze des VI. Korps unter Marschall Marmont auf dem Schlachtfeld, gleichzeitig kam Napoleon bei Kaja an, wo schon preußische Truppen ins Dorf eindrangen. Nach Ankunft der Hauptmacht begann man mit dem Gegenangriff auf die vier Dörfer. Vor der Ankunft des Korps Marmont, Bertrand und Macdonald standen den Alliierten nur etwa 45.000 Franzosen gegenüber, aber General Wittgenstein nutzte die anfängliche zahlenmäßige Überlegenheit nicht aus. Marmont hielt den Augenblick für noch nicht gekommen, den Angriff seiner Divisionen unter General Compans und Bonet auf Starsiedel zu beginnen. Souhams Truppen gelang es währenddessen, die preußisch-russischen Truppen wieder aus den Orten zu vertreiben. Erst als General Blücher seine Reservetruppen unter General Yorck einsetzte, gelang den Preußen die Rückeroberung der verlorenen Dörfer Kleingörschen, Eisdorf und Kaja. Auf dem rechten Flügel beim angekommenen französischen IV. Korps unter Bertrand war um 16 Uhr westlich von Muschelwitz die Division Morand eingetroffen und griff bei Söhesten gegen die linke Flanke des russischen Korps Berg an, die von der Kavallerie unter General Wintzingerode gedeckt wurde.

### Schlussphase
Gegen 17.00 Uhr trafen von Nordosten her auch die Truppen des XI. Korps unter Marschall MacDonald am Schlachtfeld ein. Die Divisionen Gerard und Fressinet waren über Markranstädt in Gewaltmärschen gegen die rechte Flanke der Verbündete auf Meyhen vormarschiert und konnten den Russen den Ort Eisdorf wieder entreißen. Um 17.30 Uhr waren die im Zentrum abgekämpften Preußen nicht mehr in der Lage, die Angriffe fortzusetzen, die Russen sollten mit frischen Truppen in die Schlacht eingreifen. General Wittgenstein sah sich an der linken Flanke durch das bei Starsiedel stehende Korps Marmont zusätzlich bedroht und gab nur das 2. Infanteriekorps unter Eugen von Württemberg mit den Divisionen der Generale Saint-Priest und Schachowski zum Gegenangriff frei. Den Franzosen am rechten Flügel standen jetzt nur noch das 1. Infanteriekorps unter General von Berg und die Masse des russischen Reserve-Kavalleriekorps unter dem Fürsten Golitzyn gegenüber.
Um 18.30 Uhr trafen auf französischer Seite weitere Verstärkungen des Vizekönigs von Italien ein. Auch ohne die Truppen Oudinots konnte Napoleon am Nachmittag den Verbündeten etwa 125.000 Mann entgegensetzen. Die Divisionen des russischen Grenadierkorps unter General Konownitzin wurden zu spät zur Verstärkung herangeführt und vor Eisdorf von den Franzosen zurückgeworfen. Die von General Souham aus Meuchen zurückbeorderte frische Division Marchand wurde in der Mitte nach vorn gezogen und eroberte im Häuserkampf Kleingörschen zurück. Der im Kampf verwundete General Blücher musste das Schlachtfeld verlassen, General Yorck übernahm darauf die Leitung der Preußen. Beim umkämpften Dörferviereck ließ Napoleon zur Erzwingung des vollständigen Sieges endlich auch die Gardetruppen unter General Dumoustier vorrücken. Etwa 80 Geschütze unterstützten den erfolgreichen Angriff von 16 Bataillonen der alten und jungen Garde. Am späten Abend war das Schlachtfeld großteils in der Hand der Franzosen; nur das Dorf Großgörschen sollte durch die Preußen noch durch die Nacht behauptet werden.
Die Schlacht sollte am nächsten Morgen von den Verbündeten fortgesetzt werden, aber Wittgenstein versammelte den Generalstab der Verbündeten auf einer Anhöhe vor dem Dorf Werben bei Pegau. Nach den eingehenden Meldungen war das französische V. Korps unter General Lauriston bereits in Leipzig eingedrungen, die Gefahr einer Umfassung der verbündeten Truppen drohte und die Munition wurde knapp. Wittgenstein begab sich zu den Monarchen nach Groitzsch und erhielt für den 3. Mai die Erlaubnis zum Rückzug, der über Altenburg nach Dresden erfolgte.

## Bewertung und Folgen der Schlacht
Napoleon hatte einen „Sieg“ errungen, den er dringend benötigte. Die Verluste dafür waren aber sehr hoch und Napoleon erreichte sein Hauptziel nicht, die Verbündeten entscheidend zu schlagen. Am 8. Mai räumten die Verbündeten Dresden und zogen über die Elbe nach Schlesien ab; ganz Sachsen fiel wieder unter die Herrschaft Napoleons.
Der Mangel an französischer Kavallerie bedeutete, dass es keine Verfolgung gab. Napoleon verlor etwa 20.000 Mann, während die Preußen 8.500 und die Russen 3.500 Tote, Verwundete und Vermisste beklagten. Die Verluste der Verbündeten hielten sich dank der wirkungsvollen Artillerie und Kavallerie in Grenzen. Prinz Leopold von Hessen-Homburg fiel in der Schlacht, und Gerhard von Scharnhorst erhielt am Knie eine Schussverletzung, der er acht Wochen später wegen unzureichender Behandlung erlag.
Nach der Schlacht von Großgörschen besichtigte der preußische König Friedrich Wilhelm III. zusammen mit dem russischen Zaren Alexander I. am Abend das russische Lager. Hierbei erlebte er, wie die Soldaten – so wie es im russischen Heer üblich war – nach dem Zapfenstreich noch einen Choral sangen. Beeindruckt und ergriffen erließ er mit Kabinettsorder vom 10. August 1813 auch für die preußischen Truppen die Einführung eines Gebetes nach dem Zapfenstreich. Damit erlangte der Zapfenstreich – wenn auch zunächst nur in Preußen – seine erste zeremonielle Bedeutung.

## Denkmale zur Schlacht
- Scharnhorst-Denkmal: Das Denkmal in Großgörschen wurde zur Hundertjahrfeier der Schlacht errichtet. Der Bildhauer war Paul Juckoff aus Schkopau. Zwei Steinbänke am Denkmalplatz zeigen Scharnhorsts Motto: „Ziel erkannt – Kräfte gespannt“.
- Schinkel-Tabernakel von Großgörschen Das von Karl Friedrich Schinkel entworfene gusseiserne Denkmal für die Gefallenen der Schlacht ist eines von sieben gleichartigen an Schlachtenorten von 1813 und 1815. Die Inschrift lautet „Die gefallenen Helden ehrt dankbar König und Vaterland. Sie ruhen in Frieden. Großgörschen, den 2. Mai 1813“. Das verfallene Original stand auf dem Monarchenhügel bei Großgörschen etwa drei Kilometer südlich von Großgörschen, wo sich jetzt nur noch der Sockel mit einer Inschrift befindet. Das jetzige Replikat wurde 1985 in der Nähe des Scharnhorst-Denkmals aufgestellt.
- Denkmal des Prinzen Leopold von Hessen-Homburg: Das zwei Jahre nach dem Tode des in der Schlacht Gefallenen von seiner Schwester Marianne errichtete Denkmal wurde ebenfalls von Schinkel entworfen. Es musste 1974 wegen Baufälligkeit wegen Durchrostung von innen abgetragen werden. Die neue Kopie wurde am 2. Mai 1999 eingeweiht.
- Grabmal von Christian Gottlieb Berger: Im Ortsteil Rahna steht auf dem Grab des preußischen freiwilligen Jägers Christian Gottlieb Berger aus Breslau ein Gedenkstein. Er fiel 26-jährig durch eine Kugel in die Stirn.
- Marschall-Ney-Haus: In diesem Haus im Großgörschener Ortsteil Kaja übernachtete Marschall Ney vom 1. zum 2. Mai 1813. Im Haus, das auch Hauptquartier war, befindet sich ein kleines Museum.
- Liebknecht-Grab: Auf dem Friedhof in Kleingörschen befindet sich das Grab des auf napoleonischer Seite mit knapp 18 Jahren gefallenen Secondeleutnant im großherzoglich-hessischen Leibregiment Franz Wilhelm Liebknecht.

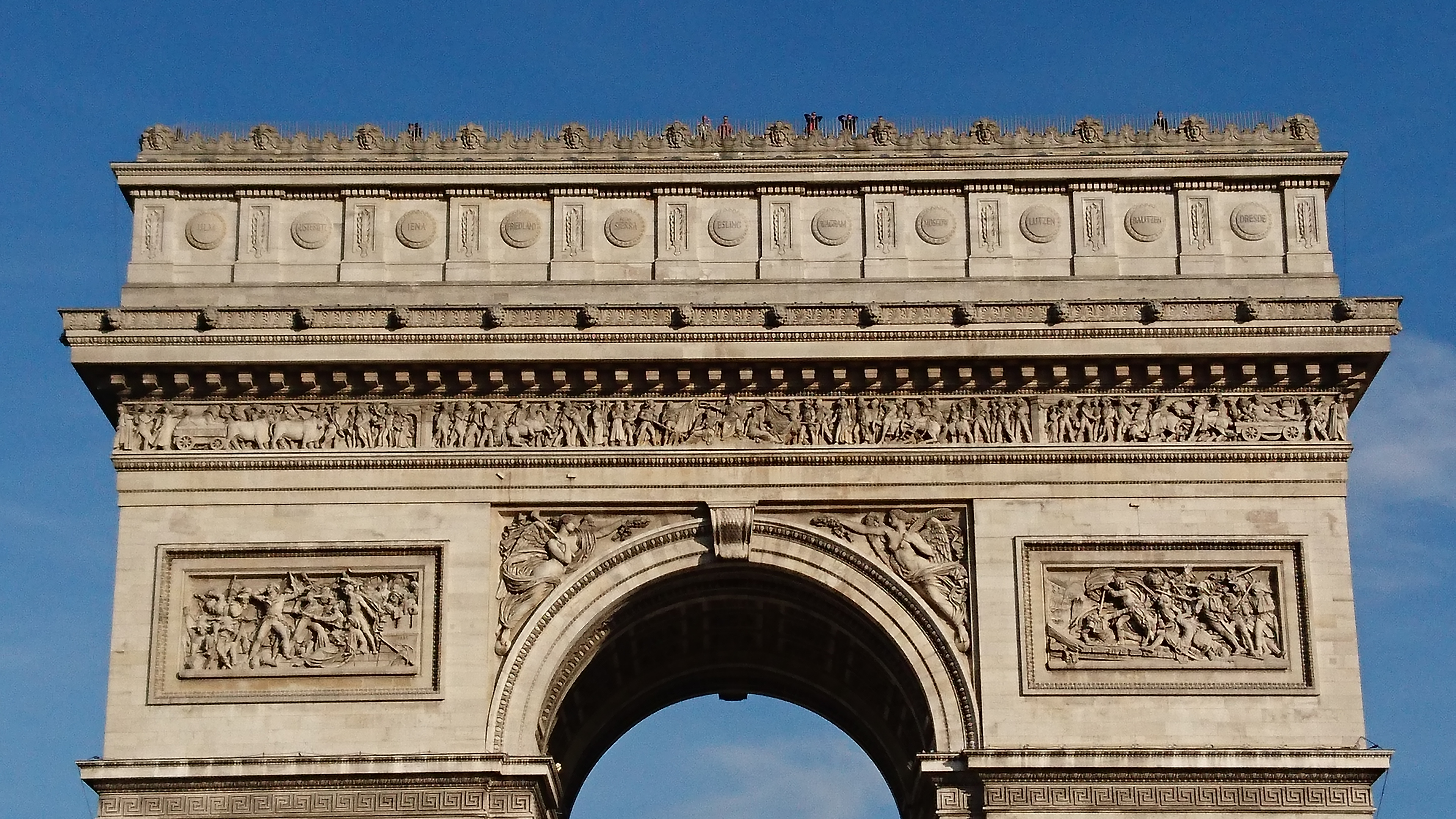
„Lutzen“ auf dem Arc de Triomphe in Paris

- Denkmal in Starsiedel: An der Straße zwischen Größgörschen und Starsiedel mit der Inschrift „Zur dankbaren Erinnerung an die gefallenen Helden der verbündeten preußisch-russischen Armee in der Schlacht bei Großgörschen am 1. und 2. Mai 1813“.
- Unter den Inschriften am Arc de Triomphe in Paris befindet sich im obersten Teil eine Reihe von dreißig Schilden, eines davon mit der Aufschrift „LUTZEN“ (im Bild drittes von rechts).
- Der ruhende Löwe im Stadtpark Gleiwitz. Die Inschrift „Dem Andenken an Preussens tapfere Söhne, welche in den Jahren 1813 u. 14 in dem Feldlazareth zu Gleiwitz an ihren in den Schlachten bei Gross-Görschen und Bautzen erhaltenen Wunden starben und hier fern vom Schauplatz ihres heldenmüthigen Kampfes für Unabhaengigkeit und Recht diese geheiligte Ruhestaette fanden. Gleiwitz 15 T October 1849.“ wurde im Jahre 1945 entfernt. Bald darauf wurde das Denkmal abgebaut.

Nahe dem Berliner „Generalszug“ wurde 1865 im Zusammenhang mit dem 50-jährigen Jubiläum eine Großgörschenstraße benannt.

## Weiteres
Der preußische Militärmusiker Friedrich Wilhelm Voigt schrieb 1883 zur Erinnerung an die Schlacht von Großgörschen den Marsch Die deutsche Kaisergarde. Er ist sein Opus 66 und wurde in der preußischen Armeemarschsammlung als AM II, 208 oder auch AM III, 67 geführt. 
Bei der Wehrmacht wurde eine Infanterie-Division nach dem Ort der Schlacht benannt.